# 新幹会
新幹会（シンガンフェ、しんかんかい）とは、1927年に朝鮮で結成された抗日独立運動団体。1931年に解散した。

## 概要
1920年代の朝鮮では、民族主義者の間で「妥協派」と「非妥協派」の分裂がみられるようになっていた。前者は朝鮮総督府の統治下で自治の実現を目指そうとするものであり、後者はあくまで総督府を否定して独立を達成しようとするものであった。後者に属する安在鴻らは、同じく総督府との一切の妥協を望まない社会主義勢力との連携を模索するようになった。社会主義側でも非妥協的な姿勢をみせる民族主義者との連携が「正友会宣言」などで主張され、1927年2月15日に鐘路キリスト教青年会館で両勢力が結びつき新幹会が発足した。会長には、朝鮮日報社長の李商在が就任した。最盛期には150余りの支部と4万人超の会員を有する巨大組織となった。
闘争的な綱領を掲げた新幹会は、元山における労働運動を支援したり、光州学生事件をめぐり調査団を派遣するなど積極的な活動を見せたが、日本による弾圧を受けた上、民族主義者と社会主義者の見解の相違を乗り越えられなかったことなどで、その活動は行き詰まっていった。そのため、1931年に解散を決議してその運動を終えることになったが、安在鴻のほか、趙炳玉、金炳魯など、1945年の解放後の政局を握った多くの独立運動家が参加していた。